# Pleurobranchus

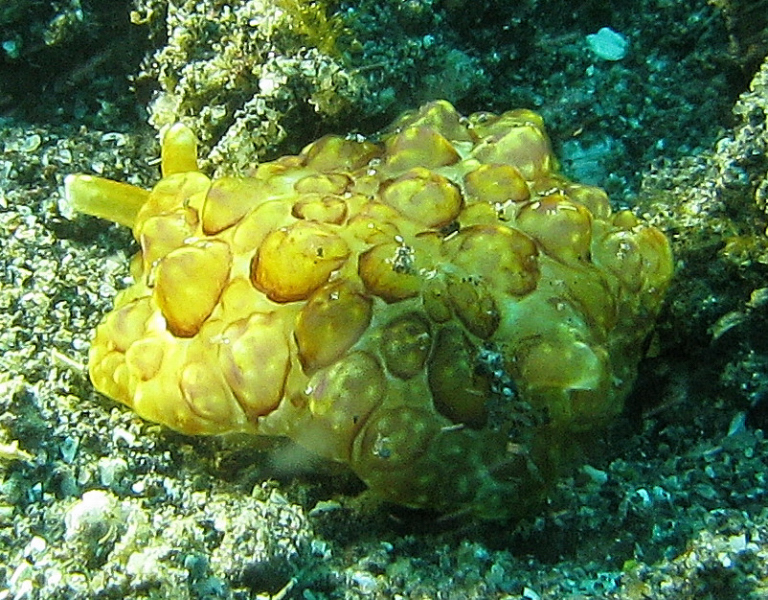
Pleurobranchus forskalii juvenil

Pleurobranchus es un género de moluscos opistobranquios de la familia Pleurobranchidae.

## Morfología
El cuerpo es de forma oblonga-oval, con un amplio notum, o manto, cubierto de tubérculos poligonales redondeados, que presenta una hendidura en su borde anterior, y un velo oral levemente prominente. Los ejemplares adultos maduros presentan unos alerones que recubren la apertura genital. 
Para investigar el medio utilizan dos tentáculos situados en la cabeza, llamados rinóforos, que les sirven para oler y detectar estímulos químicos, y que en este género son encorvados y unidos basalmente. En la parte lateral derecha del dorso, tienen una branquia bipinnada, unida al cuerpo en su mayor parte, que no es visible por estar recubierta por el manto. 
Los dientes de la rádula son típicamente simples y ganchudos. Las mandíbulas presentan elementos denticulares.
Normalmente se ven individuos de unos 10 cm de largo, aunque algunas especies alcanzan los 30 cm.

## Alimentación
Son predadores carnívoros, alimentándose principalmente de ascidias, como Ascidia mentula, Ascidiella aspersa o Botryllus schlosseri.

## Reproducción
Como todos los opistobránquios, son hermafroditas, poseen tanto pene como vagina, que están situados en el lado anterior derecho del cuerpo. Producen tanto huevos como esperma. Las masas de huevos las depositan en cintas con forma de espiral, pudiendo contener cada espiral 1.795.500 huevos.
Tras la fertilización, los huevos eclosionan larvas planctónicas, que cuentan con una concha para protegerse durante la fase larval, y que, al evolucionar a su forma definitiva la pierden. La larva deambula por la columna de agua hasta que encuentra una fuente de comida, entonces se adhiere y metamorfosea al animal adulto.

## Hábitat y distribución
Se distribuye en aguas templadas y tropicales de los océanos Atlántico, incluido el Mediterráneo, e Indo-Pacífico. Desde las costas orientales de África, incluido el mar Rojo, hasta las costas americanas del Pacífico.
Asociados a zonas rocosas y arrecifes de coral, son bénticos. Se localizan desde 1 hasta los 80 m de profundidad, y en un rango de temperatura entre 10.82 y 28.95 °C.

## Especies
El Registro Mundial de Especies Marinas reconoce las siguientes especies en el género Pleurobranchus:
| - Pleurobranchus albiguttatus (Bergh, 1905) - Pleurobranchus areolatus Mörch, 1863 - Pleurobranchus caledonicus Risbec, 1928 - Pleurobranchus digueti Rochebrune, 1895 - Pleurobranchus forskalii Rüppell & Leuckart, 1828 - Pleurobranchus grandis Pease, 1868 - Pleurobranchus hilli (Hedley, 1894) - Pleurobranchus lacteus Dall & Simpson, 1901 - Pleurobranchus mamillatus Quoy & Gaimard, 1832 - Pleurobranchus membranaceus (Montagu, 1816) - Pleurobranchus nigropunctatus (Bergh, 1907) - Pleurobranchus niveus (A. E. Verrill, 1901) - Pleurobranchus peronii Cuvier, 1804 - Pleurobranchus reticulatus Rang, 1832 - Pleurobranchus semperi (Vayssière, 1896) - Pleurobranchus sishaensis (Zhang & Lin, 1965) - Pleurobranchus testudinarius Cantraine, 1835 - Pleurobranchus varians Pease, 1860 - Pleurobranchus weberi (Bergh, 1905) | Especies cuya validez es incierta o disputada por expertos: - Pleurobranchus disceptus O'Donoghue, 1929 (taxon inquirendum) - Pleurobranchus griseus Bergh, 1905 (taxon inquirendum) - Pleurobranchus latipes Bergh, 1905 (taxon inquirendum) - Pleurobranchus moebii Vayssière, 1898 (taxon inquirendum) - Pleurobranchus papillosus (O'Donoghue, 1929) (taxon inquirendum) - Pleurobranchus sculptatus (O'Donoghue, 1929) (taxon inquirendum) - Pleurobranchus limacoides Forbes, 1844 (nomen dubium) - Pleurobranchus verrilli Thiele, 1931 (nomen dubium) - Pleurobranchus ypsilophora Vayssière, 1898 (nomen dubium) |

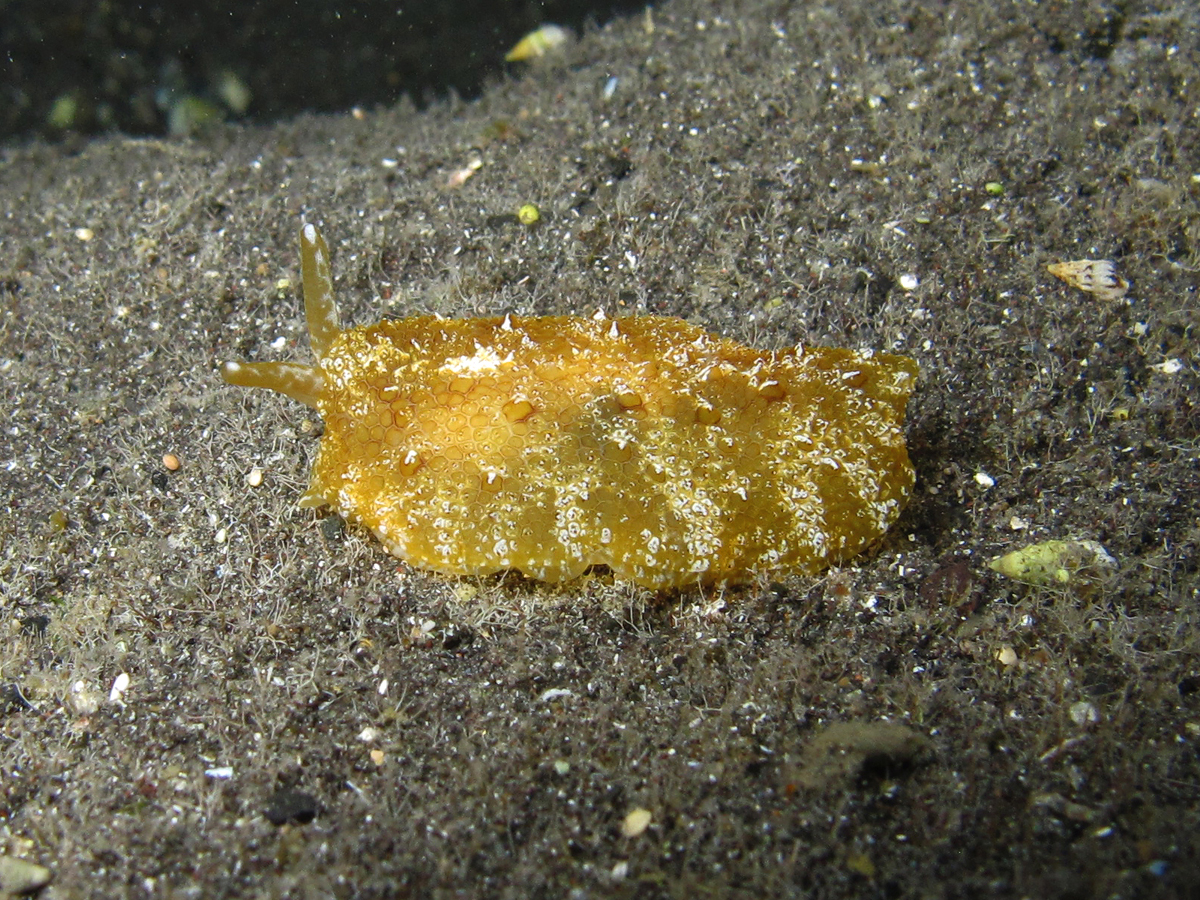
Pleurobranchus albiguttatus
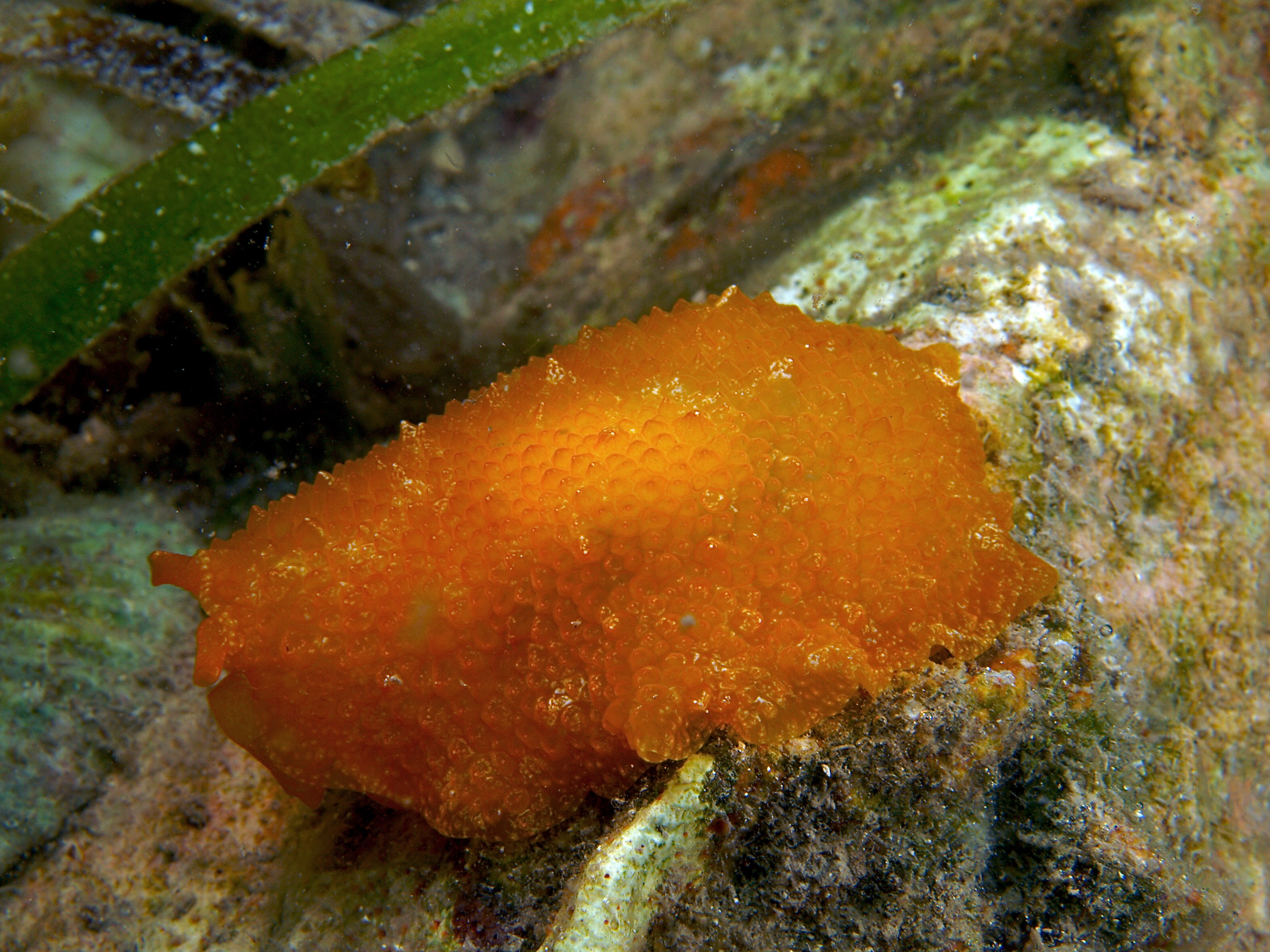
Pleurobranchus areolatus
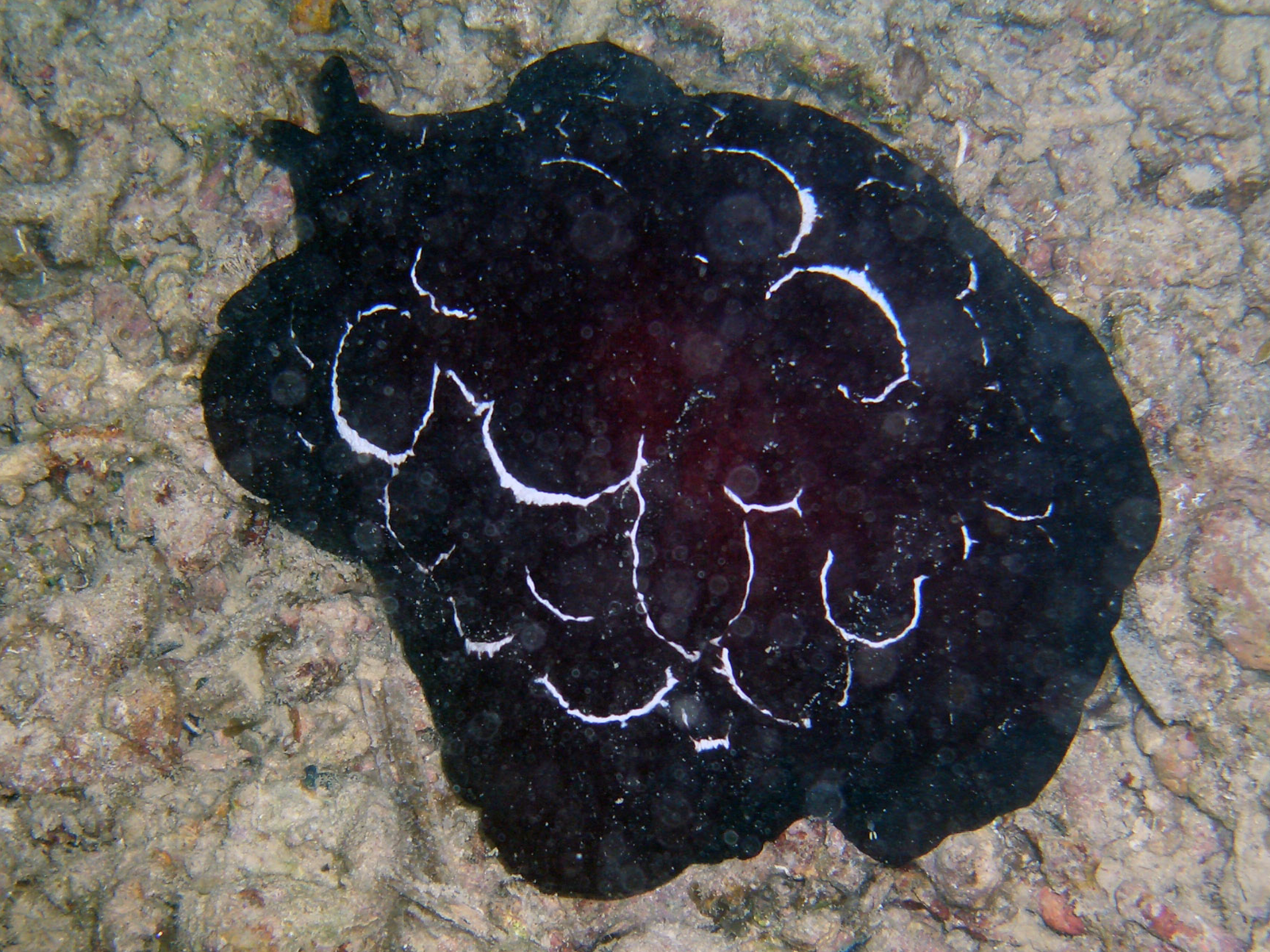
Pleurobranchus forskalii
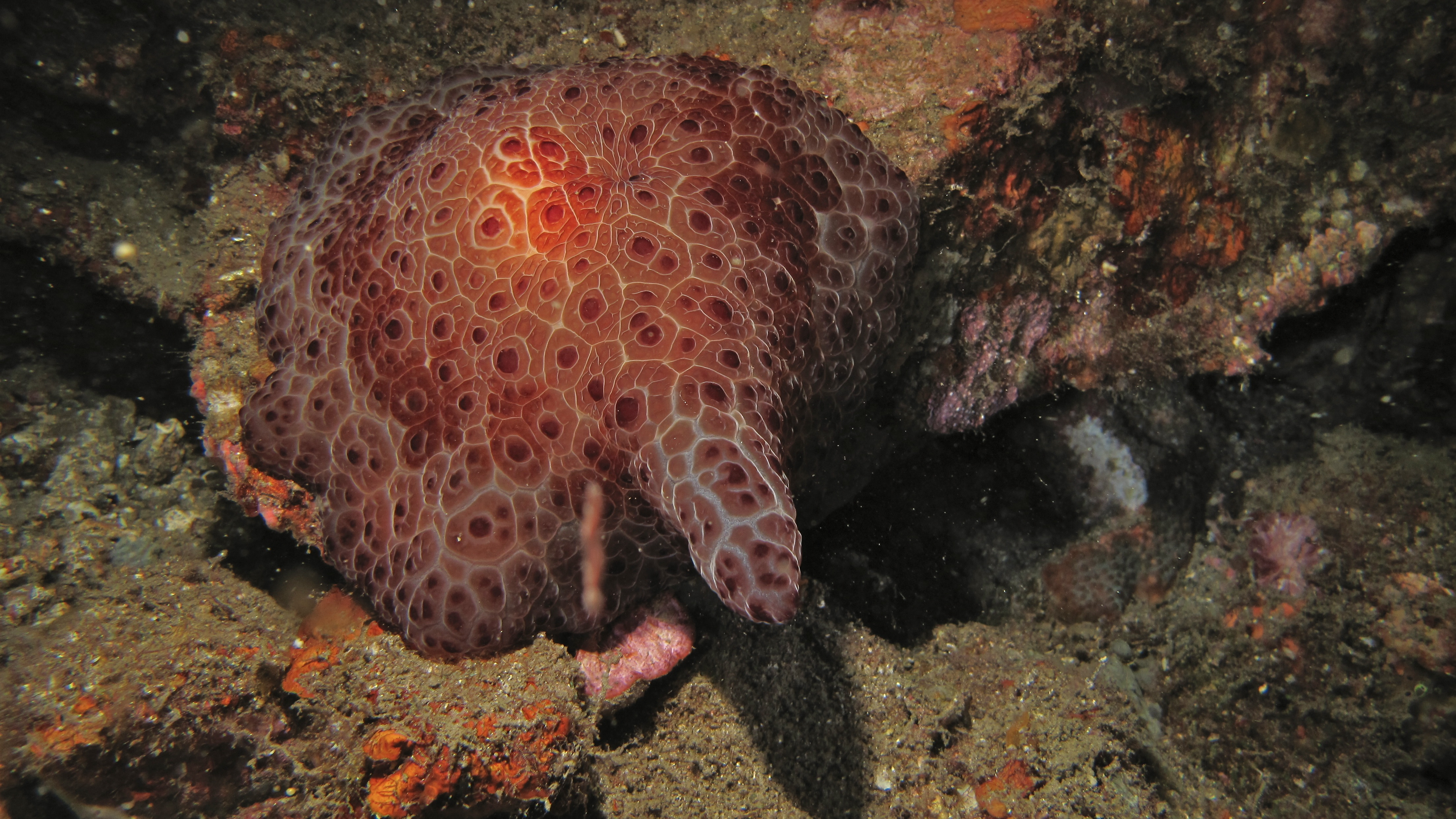
Pleurobranchus grandis
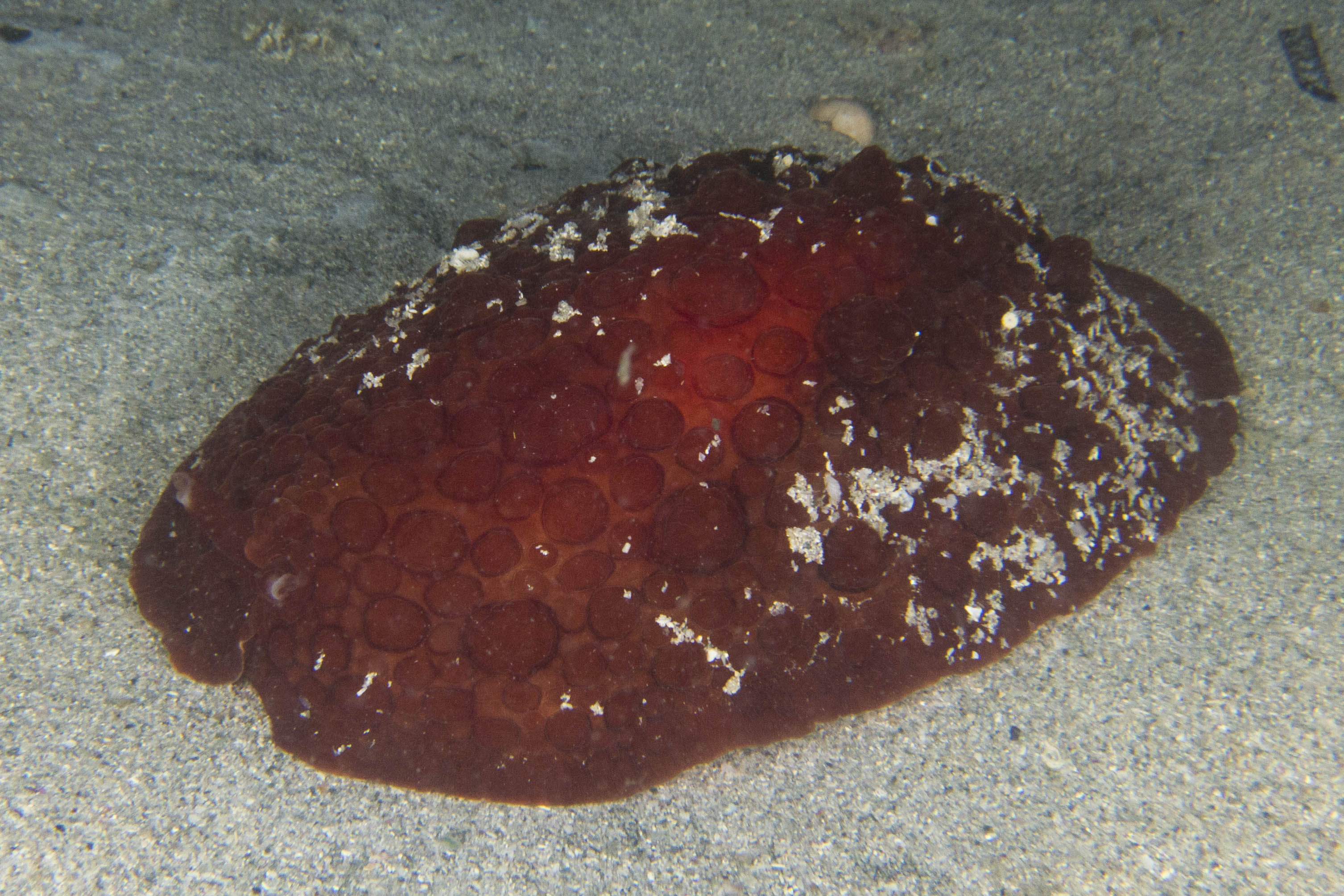
Pleurobranchus hilli
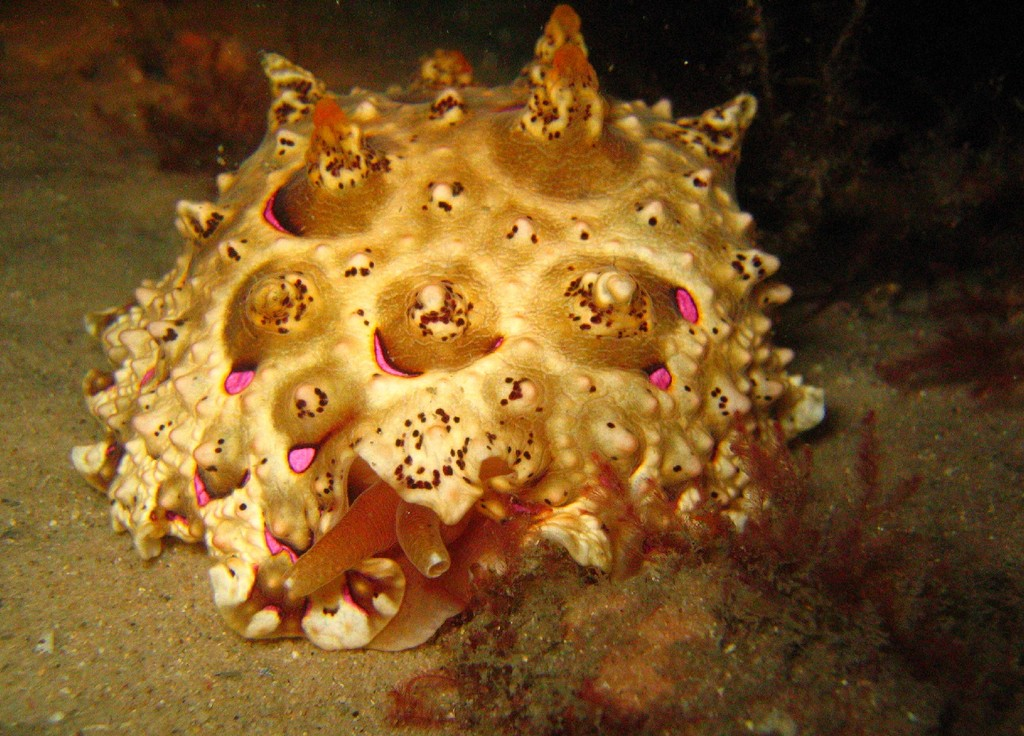
Pleurobranchus mamillatus
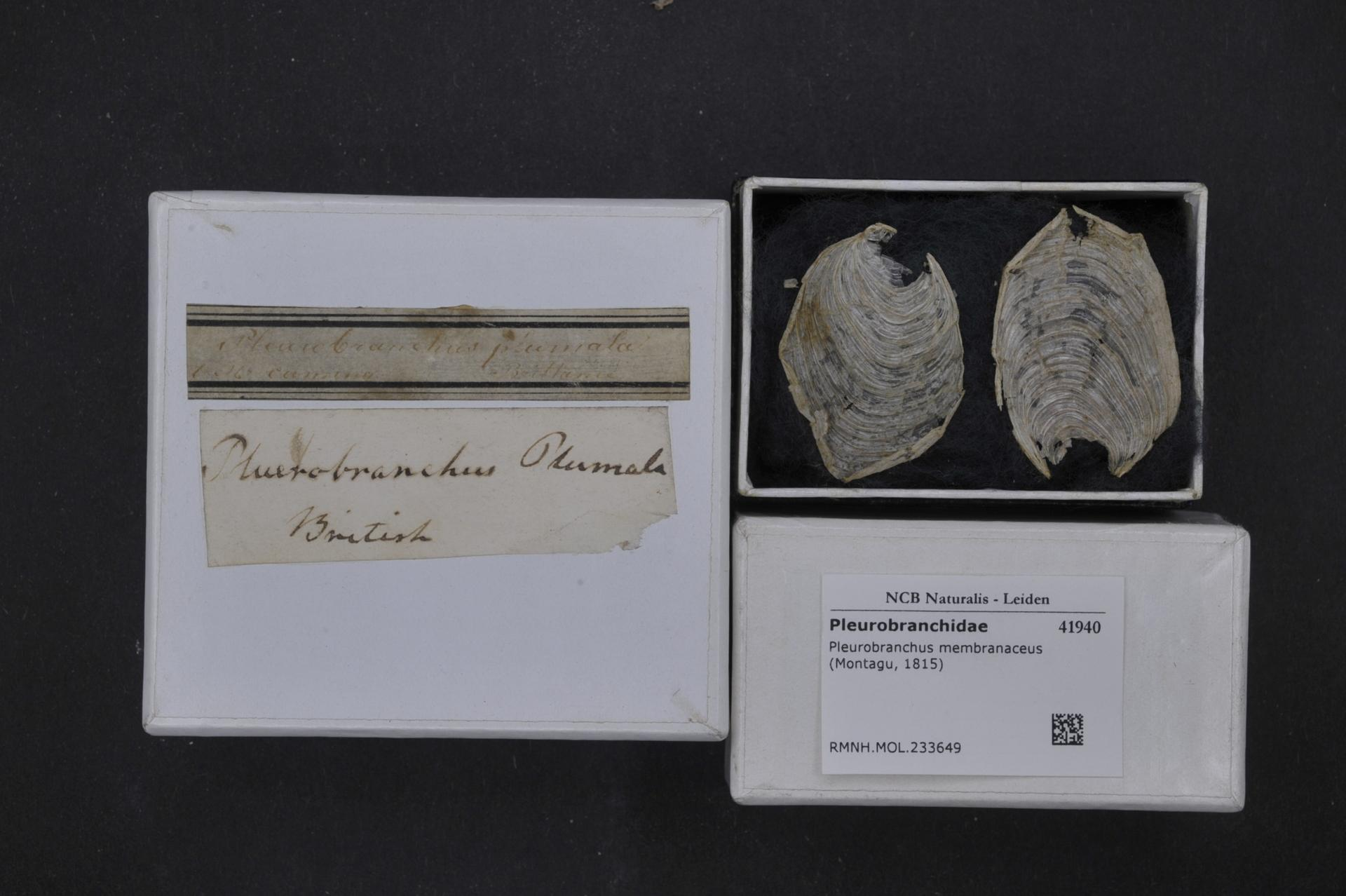
Concha de Pleurobranchus membranaceus
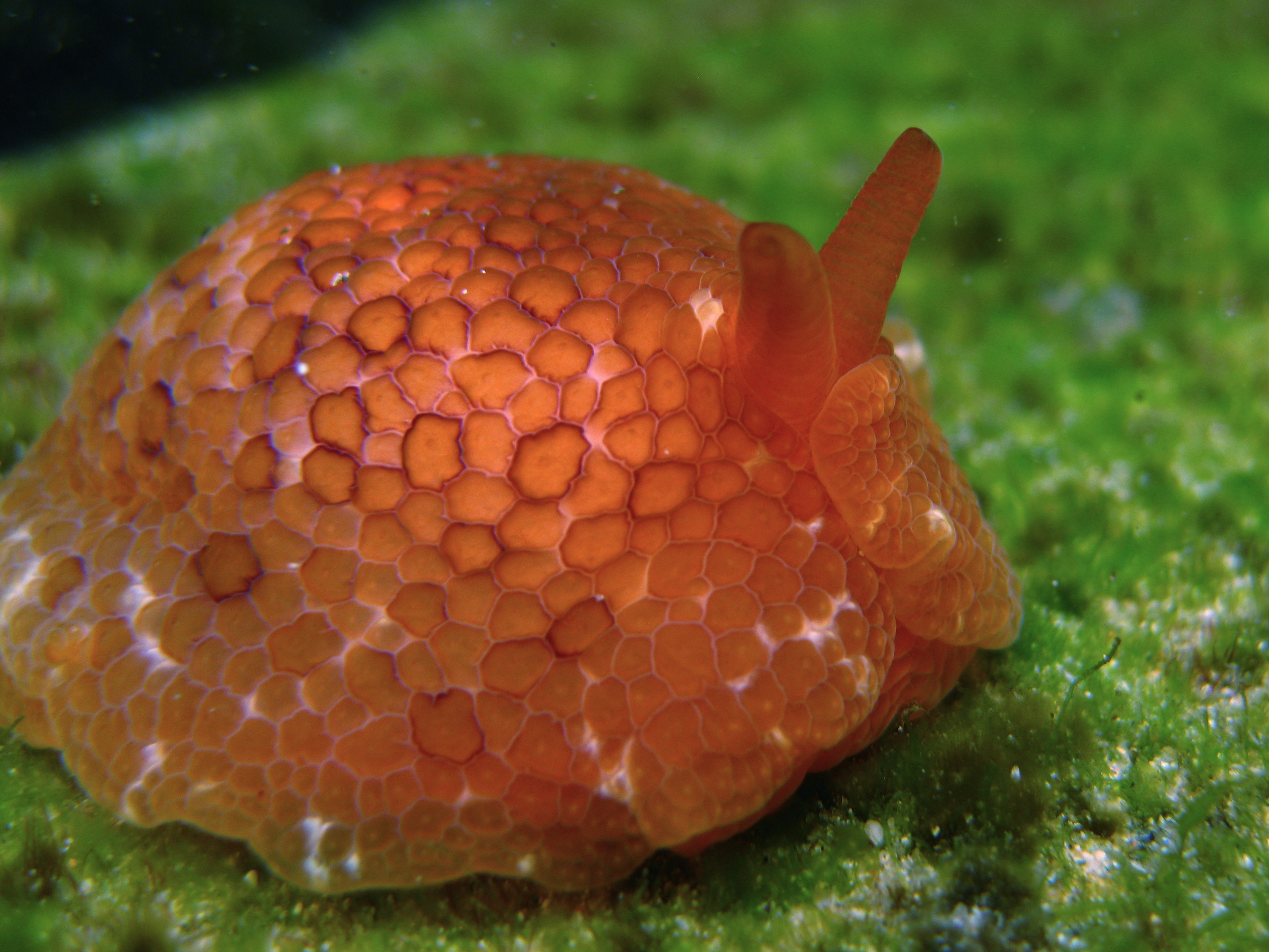
Pleurobranchus peronii
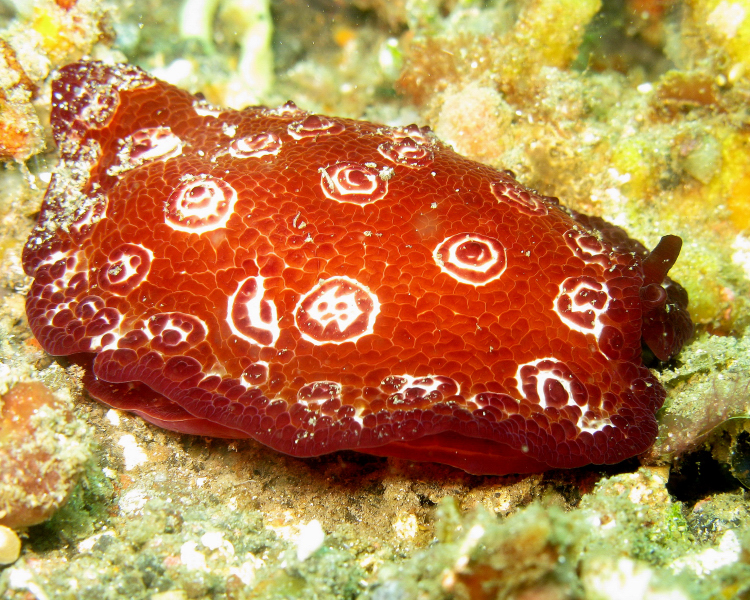
Pleurobranchus weberi

Especies cuyo nombre ha dejado de ser aceptado por sinonimia:
- Pleurobranchus (Oscanius) amarillus Mattox, 1953 aceptada como Berthellina circularis (Mörch, 1863)
- Pleurobranchus agassizii MacFarland, 1909 aceptada como Berthella agassizii (MacFarland, 1909)
- Pleurobranchus amarillus Mattox, 1953 aceptada como Berthellina circularis (Mörch, 1863)
- Pleurobranchus americanus A. E. Verrill, 1885 aceptada como Berthella americana (A. E. Verrill, 1885)
- Pleurobranchus atlanticus Abbott, 1949 aceptada como Pleurobranchus areolatus Mörch, 1863
- Pleurobranchus aurantiacus Risso, 1818 aceptada como Berthella aurantiaca (Risso, 1818)
- Pleurobranchus beyrichii (Hilgendorf, 1877) aceptada como Mikadotrochus beyrichii (Hilgendorf, 1877)
- Pleurobranchus blainvillii Lesson, 1830 aceptada como Pleurobranchus grandis Pease, 1868
- Pleurobranchus brevifrons Philippi, 1844 aceptada como Berthella plumula (Montagu, 1803)
- Pleurobranchus californicus Dall, 1900 aceptada como Berthella californica (Dall, 1900)
- Pleurobranchus chacei J. Q. Burch, 1944 aceptada como Berthella californica (Dall, 1900)
- Pleurobranchus citrinus Rüppell & Leuckart, 1828 aceptada como Berthellina citrina (Rüppell & Leuckart, 1828)
- Pleurobranchus contarinii Vérany, 1846 aceptada como Pleurobranchus membranaceus (Montagu, 1816)
- Pleurobranchus cornutus Quoy & Gaimard, 1832 aceptada como Pleurobranchus peronii Cuvier, 1804
- Pleurobranchus crossei Vayssière, 1896 aceptada como Pleurobranchus areolatus Mörch, 1863
- Pleurobranchus dautzenbergi Watson, 1897 aceptada como Berthella dautzenbergi (Watson, 1897)
- Pleurobranchus dehaanii Cantraine, 1841 aceptada como Berthellina engeli Gardiner, 1936
- Pleurobranchus delicatus Pease, 1868 aceptada como Berthellina delicata (Pease, 1868)
- Pleurobranchus denotarisi Vérany, 1846 aceptada como Pleurobranchus testudinarius Cantraine, 1835
- Pleurobranchus denotarisii Vérany, 1846 aceptada como Pleurobranchus membranaceus (Montagu, 1816)
- Pleurobranchus elongatus Cantraine, 1835 aceptada como Berthella elongata (Cantraine, 1835)
- Pleurobranchus elongatus Cantraine, 1835 aceptada como Berthella aurantiaca (Risso, 1818)
- Pleurobranchus emys Ev. Marcus, 1984 aceptada como Pleurobranchus areolatus Mörch, 1863
- Pleurobranchus evelinae T. E. Thompson, 1977 aceptada como Pleurobranchus areolatus Mörch, 1863
- Pleurobranchus fleuriausi d'Orbigny, 1837 aceptada como Berthella plumula (Montagu, 1803)
- Pleurobranchus forskali aceptada como Pleurobranchus forskalii Rüppell & Leuckart, 1828
- Pleurobranchus garciagomezi Cervera, Cattaneo-Vietti & Edmunds, 1996 aceptada como Pleurobranchus reticulatus Rang, 1832
- Pleurobranchus giardi Vayssière, 1896 aceptada como Pleurobranchus peronii Cuvier, 1804
- Pleurobranchus granulatus Krauss, 1848 aceptada como Berthellina granulata (Krauss, 1848)
- Pleurobranchus hirasei Baba, 1971 aceptada como Pleurobranchus peronii Cuvier, 1804
- Pleurobranchus inconspicua (Bergh, 1897) aceptada como Pleurobranchaea inconspicua Bergh, 1897
- Pleurobranchus inhacae Macnae, 1962 aceptada como Pleurobranchus peronii Cuvier, 1804
- Pleurobranchus inhancae [sic] aceptada como Pleurobranchus peronii Cuvier, 1804
- Pleurobranchus iouspi Ev. Marcus, 1984 aceptada como Pleurobranchus testudinarius Cantraine, 1835
- Pleurobranchus lesueur Blainville, 1827 aceptada como Pleurobranchus membranaceus (Montagu, 1816)
- Pleurobranchus lowei Watson, 1897 aceptada como Berthellina edwardsii (Vayssière, 1897)
- Pleurobranchus luniceps Cuvier, 1816 aceptada como Euselenops luniceps (Cuvier, 1816)
- Pleurobranchus mammillatus Schultz in Philippi, 1836 aceptada como Pleurobranchus testudinarius Cantraine, 1835
- Pleurobranchus moebii Vayssière, 1896 aceptada como Pleurobranchus mamillatus Quoy & Gaimard, 1832
- Pleurobranchus monterosati Vayssière, 1880 aceptada como Berthella ocellata (Delle Chiaje, 1830)
- Pleurobranchus ocellatus Delle Chiaje, 1830 aceptada como Berthella ocellata (Delle Chiaje, 1830)
- Pleurobranchus ovalis Pease, 1868 aceptada como Pleurobranchus peronii Cuvier, 1804
- Pleurobranchus papillatus Risbec, 1951 aceptada como Pleurobranchus peronii Cuvier, 1804
- Pleurobranchus patagonicus d'Orbigny, 1835 aceptada como Berthella patagonica (d'Orbigny, 1835)
- Pleurobranchus pellucidus Pease, 1860 aceptada como Berthella stellata (Risso, 1826)
- Pleurobranchus perforatus Philippi, 1844 aceptada como Berthella plumula (Montagu, 1803)
- Pleurobranchus perrieri Vayssière, 1896 aceptada como Pleurobranchus forskalii Rüppell & Leuckart, 1828
- Pleurobranchus platei Bergh, 1898 aceptada como Berthella platei (Bergh, 1898)
- Pleurobranchus punctatus Quoy & Gaimard, 1832 aceptada como Berthellina citrina (Rüppell & Leuckart, 1828)
- Pleurobranchus reesi K. White, 1952 aceptada como Pleurobranchus areolatus Mörch, 1863
- Pleurobranchus scutatus Martens [in Möbius], 1880 aceptada como Berthella martensi (Pilsbry, 1896)
- Pleurobranchus stellatus Risso, 1826 aceptada como Berthella stellata (Risso, 1826)
- Pleurobranchus strongi MacFarland, 1966 aceptada como Berthella strongi (MacFarland, 1966)
- Pleurobranchus tessellatus Pease, 1861 aceptada como Pleurobranchus weberi (Bergh, 1905)
- Pleurobranchus tuberculatus Meckel, 1808 aceptada como Pleurobranchus membranaceus (Montagu, 1816)
- Pleurobranchus violaceus Pease, 1863 aceptada como Pleurobranchus grandis Pease, 1868
- Pleurobranchus winckworthi White, 1946 aceptada como Pleurobranchus peronii Cuvier, 1804
- Pleurobranchus wirtzi Ortea, Moro & Caballer, 2014 aceptada como Pleurobranchus reticulatus Rang, 1832
- Pleurobranchus xhosa Macnae, 1962 aceptada como Pleurobranchus peronii Cuvier, 1804